# منطقه کلان‌شهری بمبئی
منطقه کلان‌شهری بمبئی (به انگلیسی: Mumbai Metropolitan Region) یک منطقهٔ مسکونی در هند است که در بمبئی واقع شده‌است. منطقه کلان‌شهری بمبئی ۱۷۰٬۷۴۸٬۳۹۵ نفر جمعیت دارد که در سیاره زمین هیچ مکانی به این مقدار جمعیت ندارد ، جمعیت شهر بمبئی به تنهایی به اندازه جمعیت کشور آلمان و ایران  است.